# Maitland (Pensilvania)
Maitland es un lugar designado por el censo ubicado en el condado de Mifflin en el estado estadounidense de Pensilvania. En el Censo de 2010 tenía una población de 357 habitantes y una densidad poblacional de 155,13 personas por km².

## Geografía
Maitland se encuentra ubicado en las coordenadas 40°37′20″N 77°30′7″O / 40.62222, -77.50194. Según la Oficina del Censo de los Estados Unidos, Maitland tiene una superficie total de 3.7 km², de la cual 3.7 km² corresponden a tierra firme y (0%) 0 km² es agua.

## Demografía
Según el censo de 2010, había 357 personas residiendo en Maitland. La densidad de población era de 155,13 hab./km². De los 357 habitantes, Maitland estaba compuesto por el 97.48% blancos, el 0.84% eran afroamericanos, el 0.28% eran amerindios, el 0% eran asiáticos, el 0.28% eran isleños del Pacífico, el 1.12% eran de otras razas y el 0% pertenecían a dos o más razas. Del total de la población el 0% eran hispanos o latinos de cualquier raza.